# Rippon Bros.

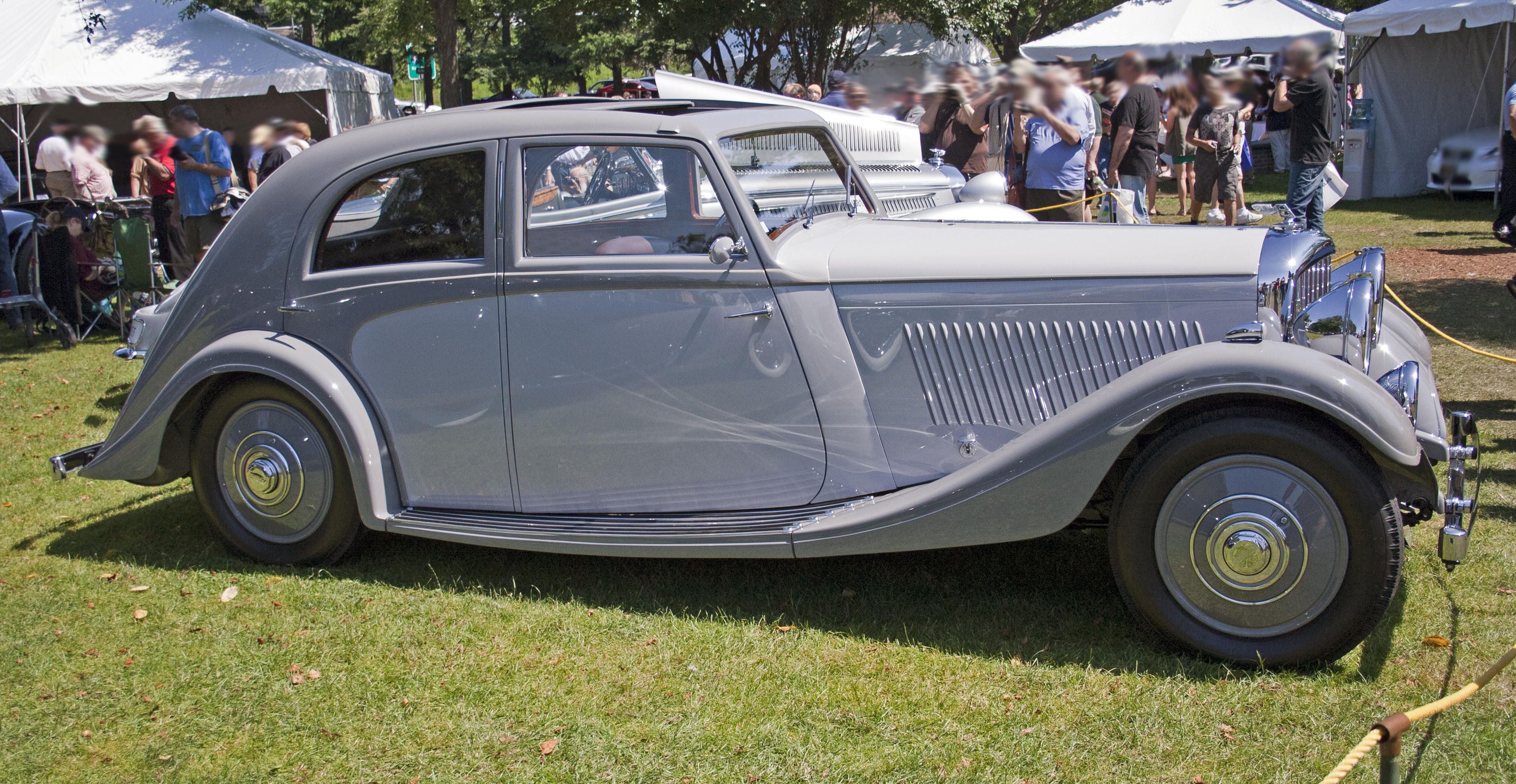
Bentley 3½ Litre Aero Sports Saloon von Rippon (1934)

Rippon Bros. gilt als das älteste britische Karosseriebauunternehmen. 1555 in York gegründet, existierte es bis 1970. Im 20. Jahrhundert stellte das zuletzt in Huddersfield ansässige Unternehmen hochwertige Aufbauten für Oberklasseautomobile her.

## Geschichte

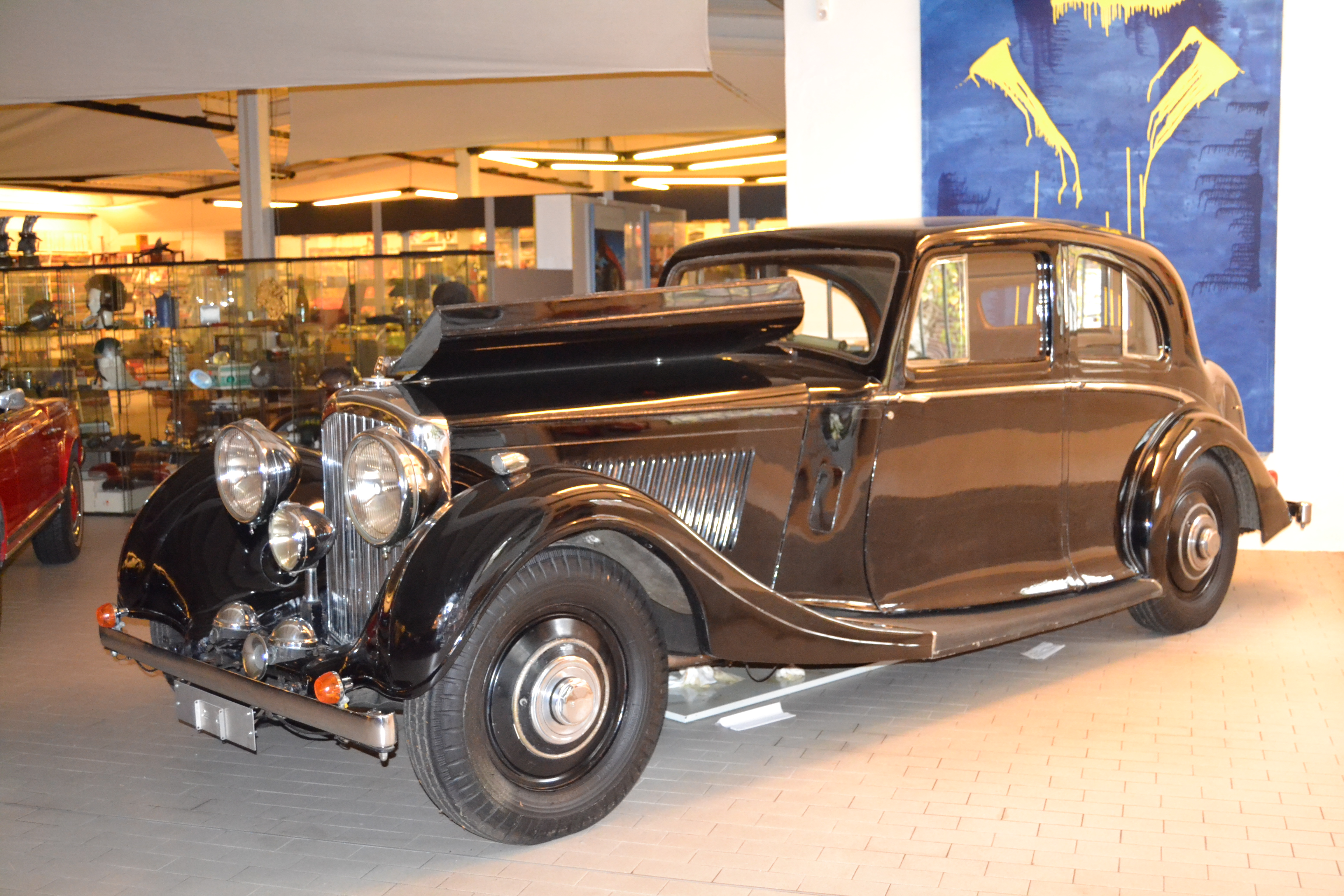
Bentley 4,25 Litre Saloon (1936)

Das Unternehmen wurde 1555 von Walter Rippon gegründet. In diesem Jahr entstand bei Rippon die erste in Großbritannien gefertigte Kutsche für den Earl of Rutland. Bis in die frühen Jahre des 20. Jahrhunderts produzierte Rippon hochwertige Kutschen, die vielfach auf Aufträge aus dem Umfeld des britischen Königshauses zurückgingen, angefangen 1564 mit Königin Elisabeth I.
Die erste Automobilkarosserie fertigte Rippon im Jahr 1905. Noch vor dem Ersten Weltkrieg wurde das Automobilgeschäft zum Schwerpunkt des Unternehmens. Rippon konzentrierte sich seit den 1920er-Jahren auf Fahrgestelle von Bentley, Daimler und Rolls-Royce; vereinzelt wurden auch Chassis von Delage, Lanchester und Minerva eingekleidet. Der Stil der Rippon-Karosserien wird als luxuriös und würdevoll beschrieben; in der Qualität waren die Aufbauten mit denen von Barker & Co., H. J. Mulliner und Hooper vergleichbar. Eine der seltenen Aufsehen erregenden Kreationen Rippons war ein Fastback-Aufbau für den Bentley 3½ Litre, der 1934 auf der Earls Court Motorshow gezeigt wurde.
Nach dem Zweiten Weltkrieg nahm Rippon zunächst die Produktion exklusiver Fahrzeugaufbauten wieder auf. Unter anderem entstanden einige Kombis mit Metalldach und sichtbarer Holzbeplankung auf Rolls-Royce- und Bentle-Fahrgestellen. Eines dieser Fahrzeuge, ein Rolls-Royce Silver Wraith, wurde 1950 von der Zeitschrift Autocar getestet, die zur Qualität anmerkte: „Jede Verbindung war Perfektion“. Wie viele Konkurrenten litt auch Rippon unter dem Aufkommen selbsttragender Karosserien, die die Herstellung von individuellen Aufbauten erschwerte. 1958 übernahm die britische Appleyard Group den traditionsreichen Karosseriehersteller. Rippon beschränkte sich in der Folgezeit auf Reparaturarbeiten sowie auf den Handel mit Automobilen. 1970 wurde der Betrieb stillgelegt.